# Memaliaj
Memaliaj ([mɛmaʎaj]; bepaalde vorm ook Memaliaji), is een stad (bashki) in Zuid-Albanië. De stad telt 11.000 inwoners (2011) en maakt deel uit van de prefectuur Gjirokastër. Vermoedelijk woont meer dan de helft van de officiële inwoners voorlopig in het buitenland.
De stad ligt in een meander van de Vjosë, op circa acht kilometer ten noorden van Tepelenë en aan de SH4-autosnelweg tussen Fier en de Griekse grens voorbij Libohovë. Afgezien van de nieuwe orthodoxe kathedraal wordt het stadsbeeld nog steeds voornamelijk bepaald door Plattenbauten uit de communistische periode. Memaliaj is niet te verwarren met Memaliaj Fshat ('Memaliaj-dorp'), een deelgemeente.

## Bestuurlijke indeling
Administratieve componenten (njësitë administrative përbërëse) na de gemeentelijke herinrichting van 2015 (inwoners tijdens de census 2011 tussen haakjes):
Buz (737) • Krahës (2554) • Luftinjë (1734) • Memaliaj (2647) • Memaliaj Fshat (1606) • Qesarat (1379).
De stad wordt verder ingedeeld in 54 plaatsen: Allkomemaj, Amanikaj, Anëvjosë, Arrëz e Madhe, Arrëz e Vogël, Badër, Ballaj, Bardhaj, Buz, Bylysh, Cerrilë, Damës, Dervishaj, Gllavë, Gllavë e Vogël, Golemaj, Iliras, Izvor, Kalemaj, Kalivaç, Kallëmb, Kamçisht, Kashisht, Komar, Koshtan, Krahës, Krahës i Sipërm, Kurtjez, Leshnjë, Levan, Luadhaj, Luftinjë, Luftinjë e Sipërme, Lulëzim, Maricaj, Martalloz, Memaliaj, Memaliaj Fshat, Mirinë, Përparim, Qesarat, Rabie, Rrapaj, Selckë, Selckë e Vogël, Toç, Tosk Shalës, Vagalat, Vasjar, Xhafaj, Xhaxhaj, Zhapokikë, Zhapokikë e Sipërme, Zhulaj.

## Geschiedenis
De stad werd in 1946, het eerste jaar van de Volksrepubliek Albanië, gesticht als centrum van de lokale steenkoolindustrie. Vóór dat jaar lag er op een heuvel westelijk van het huidige stadscentrum reeds een dorpje dat de naam Memaliaj droeg. De in de jaren 1930 ontdekte steenkoolvoorraden, die men vanaf de stichting van de stad ten noorden ervan delfde en verrijkte, maakten van Memaliaj een van de drie belangrijkste delfplaatsen van het land. In 1990 steeg de hoeveelheid dat jaar naar boven gebrachte steenkool tot 500.000 ton. Na de ondergang van het communistisch regime, het jaar daarop, werd de industrie echter stilgelegd.
Vandaag heeft Memaliaj te kampen met een enorme werkloosheidsgraad, een van de hoogste van het land. Op twintig jaar tijd is het inwoneraantal met circa de helft afgenomen. Veel families leven onder de armoedegrens, en haast iedereen heeft minimaal een familielid dat in het buitenland werkt.

## Bevolking
In de volkstelling van 2011 telde Memaliaj 10.657 inwoners, een daling ten opzichte van 18.948 inwoners op 1 april 2001. Dit komt overeen met een gemiddelde bevolkingsgroei van −5,3% per jaar.

### Religie
De grootste religie in Memaliaj is de (soennitische) islam. Deze religie werd in 2011 beleden door 5.402 personen, oftewel 50,74% van de bevolking. De grootste minderheid vormden de 982 bektashi-moslims, hetgeen gelijk staat aan 9,22% van de bevolking. De soennitische en bektashi-moslims vormden samen 59,96% van de bevolking. De christenen vormden 1,16% van de bevolking, ongeveer gelijkmatig verdeeld onder de Katholieke en Orthodoxe Kerk.
| Plaats         | Bevolking (2011) | Islam (%)      | Katholiek (%) | Orthodox (%) | Bektashisme (%) |
| -------------- | ---------------- | -------------- | ------------- | ------------ | --------------- |
| Buz            | 737              | 464 (62,96%)   | 4 (0,54%)     | - (-)        | 208 (28,22%)    |
| Krahës         | 2.554            | 819 (32,07%)   | 2 (0,08%)     | 2 (0,08%)    | 178 (6,97%)     |
| Luftinjë       | 1.734            | 1.459 (84,14%) | 1 (0,06%)     | - (-)        | 165 (9,52%)     |
| Memaliaj       | 2.647            | 552 (20,85%)   | 45 (1,70%)    | 54 (2,04%)   | 336 (12,69%)    |
| Memaliaj Fshat | 1.606            | 1.171 (72,91%) | 1 (0,06%)     | 8 (0,50%)    | 36 (2,24%)      |
| Qesarat        | 1.379            | 937 (67,95%)   | 1 (0,07%)     | 5 (0,36%)    | 59 (4,28%)      |
| Memaliaj       | 10.647           | 5.402 (50,74%) | 54 (0,51%)    | 69 (0,65%)   | 982 (9,22%)     |

## Sport
Voetbalclub KF Memaliaj speelt in de Kategoria e Dytë, de derde nationale klasse van Albanië. Ze is een van de oudste voetbalverenigingen van het land. De thuiswedstrijden worden afgewerkt in het Karafil Caushi-stadion, dat plaats biedt aan 1500 toeschouwers.

## Geboren
- Agron Llakaj (1960), komiek, televisiepresentator en zanger

Belsh · Berat · Bulqizë · Cërrik · Delvinë · Devoll · Dibër · Dimal · Divjakë · Dropull · Durrës · Elbasan · Fier · Finiq · Fushë-Arrëz · Gjirokastër · Gramsh · Has · Himarë · Kamëz · Kavajë · Këlcyrë · Klos · Kolonjë · Konispol · Korçë · Krujë · Kuçovë  · Kukës · Kurbin · Lezhë · Libohovë · Librazhd · Lushnjë · Malësi e Madhe · Maliq · Mallakastër · Mat · Memaliaj · Mirditë · Patos · Peqin  · Përmet · Pogradec · Poliçan · Prrenjas · Pukë · Pustec · Roskovec · Rrogozhinë · Sarandë · Selenicë · Shijak · Shkodër · Skrapar · Tepelenë · Tirana · Tropojë · Vau i Dejës · Vlorë · Vorë

Deelgemeenten · Gemeenten · Prefecturen